# Трун Еґрім
Трун Еґрім (норв. Tron (Trond) Øgrim, 27 червня 1947 — 23 травня 2007) — норвезький лівий журналіст, письменник і політичний діяч. Одна з центральних фігур Робітничої комуністичної партії (РКП) і маоїстського руху в Норвегії в цілому.
Автор не тільки наукових і публіцистичних робіт, але й кількох науково-фантастичних книг (останніх — під псевдонімом Eirik Austey). Есперантист, пропагандист вільного програмного забезпечення і активний вікіпедист.

## Діяльність

### Політика
Приєднався до лівого руху в середині 1960-х, був активістом Союзу соціалістичної молоді (тоді молодіжна організація Соціалістичної народної партії, нині «Червона молодь») у 1965—1973 роках. 1969 року виступив одним з ініціаторів створення ліворадикальної газети «Klassekampen» (Класова боротьба). 1973 року вона стала офіційним друкованим органом новоствореної РКП, в якій Еґрім обіймав ключові посади аж до 1984 року. Крім того, був у числі засновників видавництва «Oktober».

### Журналістика
Пішовши з політики, Еґрім сконцентрувався на журналістиці. Так, він вів колонку, присвячену інформаційним технологіям, у норвезькій версії «PC World» — причому писав не на букмолі (книжковому варіанті норвезької мови), а на підкреслено простонародній говірці робітників східного Осло. Був одним із перших популяризаторів інтернету в Норвегії, тому багато їздив по країні з лекціями. Підтримуючи відкрите ПЗ, називав Linux «втіленим комунізмом». Піонер блогінгу в Норвегії, був постійним учасником міжнародної новинної інтернет-групи «Leftist Trainspotters», у якій залишив кілька тисяч постів, переважно присвячених політичним обставинам та Шаблон:Комуністична партія Непалу (маоїстська) в Непалі.

### Есперанто
Трон Еґрім був відомим членом норвезької Ліги есперантистів, хоча й відмовлявся займати будь-які посади в цій організації. Починаючи від 1989 року, виступав із серією радіопередач «Мрії про ідеальну мову», в яких аналізував лінгвістичну філософію та спроби створення універсальних штучних мова на зразок есперанто і волапюку.

### Вікіпедія

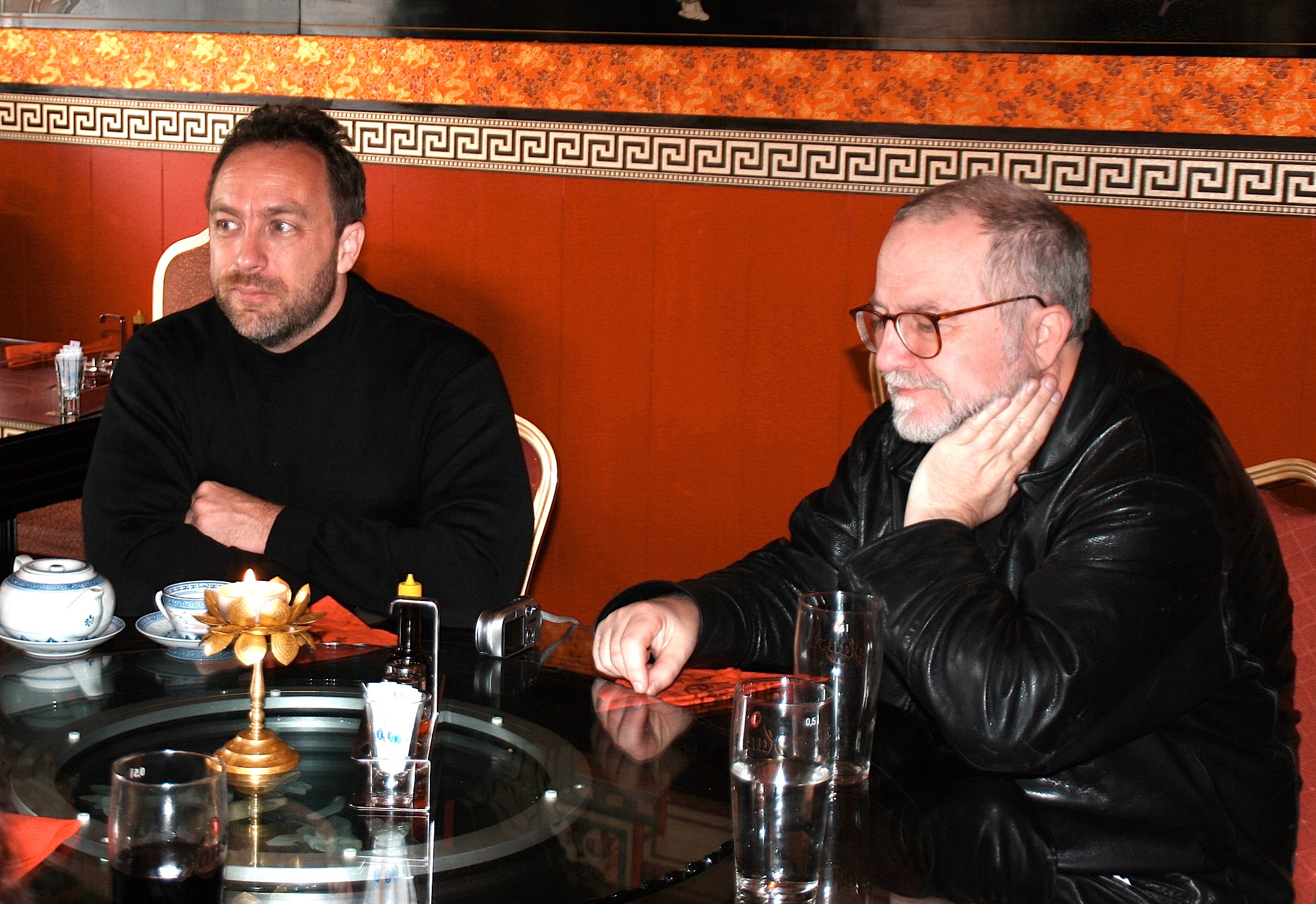
Джиммі Вейлз і Трун Еґрім

Перше редагування у вікіпедії Трун Еґрім зробив у грудні 2005 року, щоб виправити помилкове твердження про колегу. Згодом він продовжував брати участь у спільноті як учасник Норвезької Вікіпедії (букмол). Протягом 2006 року він писав переважно про штучні мови, після чого перемкнувся на історію комуністичного руху в Непалі. Під час візиту до Норвегії Джиммі Вейлза у травні 2006 року Еґрім зустрівся із засновником вікіпедії та прочитав лекцію про електронну енциклопедію.
Трун Еґрім помер 23 травня 2007 року внаслідок інсульту. Спільнота норвезької Вікіпедії, віддаючи шану своєму видатному учаснику, вирішила спустити зображення прапора на логотипі.

## Книги
- Marxismen — vitenskap eller åpenbaringsreligion? 1979
- Den vestlige maoismens sammenbrudd og krisa i AKP(m-l). Forlaget Oktober, 1982. ISBN 82-7094-325-8
- Grisen før jul. Harde tider på vei i det rike Vest-Europa. 1985
- Akersgata og det blodige barnet. Oslo, Spartacus. 1993. ISBN 82-430-0030-5.
- Hilsen til en generasjon av kvikksølv! Løgnaktige spådommer om datarevolusjonen, verden, Norge og deg. 1997
- Tron Øgrim treffer 10 sportsgærninger. 1998
- Hilsen til en generasjon av kvikksølv!: åssen IT forandrer verden og livet. Oslo, Oktober. 2000. ISBN 82-7094-913-2.